# 反律法論
反律法論（英語：Antinomianism），又譯為廢棄道德律論、唯信仰論，一種基督教神學觀點，是指拒絕律法或律法主義，且反對道德、宗教或社會規範的論點。Antinomianism這個單字由古希臘語：（anti，反對的意思）與古希臘語：（nomos，律法）所組成。此詞語有宗教上的意涵，也有世俗層面的意涵。在一些基督教的信仰系統中，反律法論是只考慮信徒因為相信和恩典而蒙救贖，認為蒙救贖的人不需要遵守十誡中的道德律。
反律法論和其他基督教神學在道德律觀點上有差異，反律法論者認為遵守道德律是因信仰而來的內在原則所驅動，不是因外在強制力而遵守。
馬丁·路德強調因信稱義，但他也回應過當時的反律法論人士。其他基督教歷史中的反律法論例子包括在17世紀馬薩諸塞灣殖民地，安妮·哈钦森等人的唯信仰論之爭。在信義會和循道宗教會中，反律法論屬於基督教異端。